# Росс, Дональд
Дональд Росс (англ. Donald Nixon Ross; 4 октября 1922 — 7 июля 2014) — кардиохирург, первый в мире выполнил протезирование аортального и митрального клапанов лёгочным аутографтом в клинике в 1967 году. Операция аутотрансплантации клапана лёгочной артерии в позицию аортального клапана вошла в анналы кардиохирургии как процедура Росса.

## Биография
Родился 4 октября 1922 года в городе Кимберли, ЮАР, куда его родители переехали из Шотландии. В 1946 году блестяще окончил медицинский факультет Кейптаунского университета, где учился на одном курсе с Кристианом Барнардом. В 1947 году отправился на стажировку в Великобританию. 

## Карьера
В 1949 году стал членом клуба Королевского Колледжа хирургов (Fellowship of the Royal Colleges of Surgeons (FRCS). С 1952 года работает в отделении торакальной хирургии в Бристоле. В 1963 году назначен хирургом-консультантом в Национальной кардиологической больнице Лондона, с 1967 становится там старшим хирургом. В 1970 становится директором отделения хирургии в Институте кардиологии в Лондоне. 
В 1968 году выполнил первую в Великобритании пересадку сердца. Операция длилась 7 часов. Пациент скончался от инфекции через 46 дней. Со временем процедура Росса стала применяться часто, особенно у детей, поскольку заменённый аортальный клапан увеличивался по мере роста пациента. Однако аллотрансплантанты, которые ставили вместо лёгочного клапана, изнашивались достаточно быстро, в течение нескольких лет. Работу над усовершенствованием клапана продолжили Ален Карпентье (Франция), Мариан Ионеску (Румыния), Оке Сеннинг (Швеция). Дональд Росс сделал около 450 таких процедур в течение своей жизни. Процедуры Росса проводят и в России. Кардиохирург А.М. Караськов в Национальном медицинском исследовательском центре имени академика Е. Н. Мешалкина провёл лично около 1000 операций по замене аортального клапана на протез или лёгочный клапан.
Почетный доктор СПбГУП с 1994 года.
В 1997 году вышел на пенсию.